# Demonax basiviridis
Demonax basiviridis là một loài bọ cánh cứng trong họ Cerambycidae.